# Жозе Гильерме
Жозе́ Гилье́рме де Ли́ма Ко́ста (порт.-браз. José Guilherme de Lima Costa); более известный, как Зе Гильерме (порт.-браз. Zé Guilherme) род. 16 марта 2005, Форталеза) — бразильский футболист, защитник клуба «Гремио».

## Клубная карьера
Прадо — воспитанник клубов «Палмейрас», «Португеза Деспортос» и «Гремио». 14 февраля 2024 года в поединке Лиги Гаушо против «Ипиранги» игрок дебютировал за основной состав последних. 14 апреля в матче против «Васко да Гама» он дебютировал в бразильской Серии A.

## Международная карьера
В 2025 году Прадо в составе молодёжной сборной Бразилии принял участие в молодёжном чемпионате Южной Америки в Венесуэле.

## Достижения
«Гремио»
- Чемпион Риу-Гранди-ду-Сул: 2024

Сборная Бразилии
- Чемпион молодёжного чемпионата Южной Америки: 2025